# Хрищени
Хрищèни е село в Южна България, община Стара Загора, област Стара Загора.

## География
Село Хрищени се намира на около 7 km североизточно от областния и общински център Стара Загора. Разположено е в югоизточните подножия на Сърнена Средна гора, в близост с прехода към Старозагорското поле на Горнотракийската низина. Климатът е преходно-континентален. Почвите в землището са преобладаващо наносни и черноземни. Надморската височина в центъра на селото при сградата на кметството е около 260 m, на север нараства до около 310 – 320 m, а на юг намалява до около 180 m.
Общински пътища свързват село Хрищени: на юг с второкласния републикански път II-66, водещ на запад към Стара Загора, а на изток към Нова Загора; на запад със Стара Загора; на север през селата Колена и Люляк със село Шаново и минаващия през него третокласен републикански път III-5007.
Землището на село Хрищени, което има площ около 33 km² (около 3300 ha), граничи със землищата на: село Люляк на север; село Колена на североизток и изток; село Дълбоки на югоизток; селата Калитиново, Преславен и Могила на юг; град Стара Загора на запад.
Етническият състав на населението на село Хрищèни по численост и дял на етническите групи според преброяването през 2011 г. е:
| Етнически групи     | Численост | Дял (в %) |
| Общо                | 1749      | 100       |
| Българи             | 996       | 56,95     |
| Турци               | 0         | 0         |
| Цигани              | 573       | 32,76     |
| Други               | 5         | 0,29      |
| Не се самоопределят | 13        | 0,74      |
| Не отговорили       | 162       | 9,26      |

Числеността на населението на село Хрищèни по данните от преброяванията от 1934 г. насам се променя както следва:
| \| Година на преброяване \| Численост \| \| --------------------- \| --------- \| \| 1934 \| 2118 \| \| 1946 \| 2149 \| \| 1956 \| 1951 \| \| 1965 \| 2132 \| \| 1975 \| 2245 \| \| 1985 \| 2170 \| \| 1992 \| 2037 \| \| 2001 \| 1838 \| \| 2011 \| 1749 \| \| 2021 \| 1836 \| |           |
| Година на преброяване | Численост |
| 1934 | 2118      |
| 1946 | 2149      |
| 1956 | 1951      |
| 1965 | 2132      |
| 1975 | 2245      |
| 1985 | 2170      |
| 1992 | 2037      |
| 2001 | 1838      |
| 2011 | 1749      |
| 2021 | 1836      |

## История
След Руско-турската война 1877 – 1878 г. по Берлинския договор 1878 г. селото с име Хрищèни, остава в Източна Румелия; присъединено е към България след Съединението 1885 г.
В района на село Хрищени има 13 надгробни и една селищна могила. Археологическите останки показват, че през античността на пътя от Августа Траяна (Стара Загора) за Черноморието е имало пътна станция. Край селото минава и средновековен път за Цариград.
За произхода на името на селото няма достоверни данни, а само предположения, които не могат да се проверят за истинност. Името на селото се свързва с името на Хрищян войвода – личност от местна легенда в Старозагорско, водеща към средата на XVII век, както и с предположението, че първите заселници на селото са били християни (и оттам – хрищèни), което е дало името му.
В село Хрищени Васил Левски основава революционен комитет.
По време на Септемврийските бунтове 1923 г. жителите на Хрищени участват (на 20 септември) в атаката срещу жандармерийските казарми в Стара Загора.
В село Хрищени с течение на годините са изградени множество обществени сгради във връзка с обществения и културен живот на селото, като: кметство, читалище, основно училище, детска градина, земеделска кооперация, здравна служба, както и много магазини, цехове за производство на гъби, ядки, рози, бензиностанция и други, които създават работни места за голям брой местни жители. От години няма текучество към града и селото се разраства. Хората са активни по отношение на културния живот, заинтересовани за съхраняване и опазване на историческите паметници, парковете и с нужната отговорност и почит се отнасят към тях.
Училище в село Хрищени е открито през 1867 г. (вероятно килийно). През 1879 г. се създава първоначално училище с един учител и четири слети класа (отделения). През 1920 г. се открива и първи клас на прогимназията и училището става Народно основно училище „Христо Ботев“.
Църквата „Свети Георги“ (1896 г.) в село Хрищени е запазена, тя е паметник на културата. По-голямата част от стенописите (1996 г.) и иконите от иконостаса (1899 г.) са от Атанас Гюдженов, има по-късни стенописи (1945 г.) от К. Константинов, дърворезбеният иконостас (1895 г.) е от братя Дерменджиоглу.
Читалище в село Хрищени е основано през 1901 г. от учителя Стефан Генчев и група ученици със задача да развива културно-просветна дейност сред населението, изнасяне на пиеси, организиране на курсове по ограмотяване, четения на литература и други. Активни читалищни деятели са и учителите в селото. Стефан Генчев подарява на читалището библиотеката си, създава се театрално група. През 1907 г. се построява театрален салон със сто места. От събраните средства от представленията се обогатява библиотеката, обзавежда се салона и други. През 1919 г. читалището се преименува от „Земеделец“ на името на основателя му – „Стефан Генчев“.

## Обществени институции
Село Хрищени към 2025 г. е център на кметство Хрищени.
В село Хрищени към 2025 г. има:
- действащо читалище „Стефан Генчев-1901 г.“;[14][15]
- действащо общинско основно училище „Христо Ботев“;[16]
- православна църква „Свети Георги“;[17]
- Детска градина „Лилия“;[18]
- пощенска станция.[19]

## Редовни събития
В средата на всеки месец ноември има събор на центъра на селото по случай Празника на Райската Ябълка.
На 6 май е съборът на селото – Гергьовден.